# Soglozi
Soglozi est une localité située dans le département de Dapélogo de la province de l'Oubritenga dans la région Plateau-Central au Burkina Faso.

## Géographie
Soglozi est situé à environ 5 km au nord de Dapélogo. La commune est traversée par la route nationale 22.

## Santé et éducation
Soglozi accueille un dispensaire isolé tandis que le centre de santé et de promotion sociale (CSPS) le plus proche est à Dapélogo et que le centre médical avec antenne chirurgicale (CMA) de la province se trouve à Ziniaré.
Le village possède une école primaire publique.